# Comarque de Fisterra
Fisterra ou Finisterre (du latin Finis terrae, « fin de la terre ») est une comarque de la province de La Corogne en Galice (Espagne). La commune de Finisterre est le chef lieu de la comarque.

## Municipios de la comarque
La comarque est composée de cinq municipios (municipalités ou cantons) : 
- Cee
- Corcubión
- Dumbría
- Finisterre
- Muxía